# Leidenschaft. Die Liebschaften der Hella von Gilsa

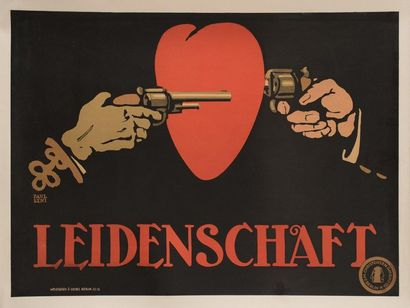

Leidenschaft. Die Liebschaften der Hella von Gilsa è un film muto del 1925 diretto da Richard Eichberg.

## Produzione
Il film fu prodotto dalla Richard Eichberg-Film GmbH. Venne girato a Haparanda, Norrbottens län, in Svezia e a Berlino al Trianon-Atelier a Grunewald.

## Distribuzione
Distribuito dalla Süd-Film, uscì in Germania il 26 aprile 1925 con il titolo Leidenschaft. Die Liebschaften der Hella von Gilsa, presentato a Berlino al Mozartsaal. In Austria, il film è conosciuto anche con il titolo breve Leidenschaft.